# Denys Puech
Pour les articles homonymes, voir Puech.
Denys Puech né Pierre Denis Puech le 2 décembre 1854 à Gavernac (commune de Bozouls, Aveyron) et mort le 9 décembre 1942 à Rodez (Aveyron) est un sculpteur français.

## Biographie
Denys Puech est issu d'une famille d'agriculteurs très modestes. Orpheline du tisserand de Gavernac, sa mère, qui sait écrire, inculquera à ses quatre fils le goût d'apprendre. Travaillant le bois en gardant ses moutons sur le causse, il débute comme apprenti à Rodez chez l’artisan marbrier et sculpteur ruthénois François Mahoux (Rodez, 22 juillet 1835 - Rodez, 4 avril 1901) qui a formé également Marc Robert (1875-1962). En 1872, après deux ans de formation, il poursuit son apprentissage à l'École des beaux-arts de Paris dans les ateliers de François Jouffroy, puis d'Alexandre Falguière et d'Henri Chapu.
En 1881, il obtient le 2e grand prix de Rome pour Tyrtée chantant les Messéniennes et en 1883, le 2e grand prix de Rome pour Diagoras mourant de joie en apprenant le triomphe de ses deux enfants vainqueurs aux Jeux Olympiques. Il est enfin lauréat du grand prix de Rome pour Mézence blessé en 1884. En 1900, il obtient Le grand prix à l'Exposition universelle. Il réalise de nombreuses commandes d'État durant la Troisième République, sculptant entre autres les bustes de Jules Ferry (1882), Gaston Doumergue (1930), Émile Loubet (1901), et pendant son  séjour romain comme directeur de la villa Médicis, celui de Benito Mussolini (1925). À Rome, il fait la connaissance de Jérôme Carcopino.
Il est le plus jeune membre de l'Académie des beaux-arts en 1905.
Il occupa le poste de directeur de la villa Médicis à Rome de 1921 à 1933, et avait épousé le 13 mai 1908 la princesse Anina Gagarine-Sturdza (1865-1918), artiste peintre, descendante de la famille Gagarine, arrière-grand-tante de Macha Méril. Il adopte sa fille, Helen Minitzky (1893-1977), future épouse de Raoul Philippe Legras (1879-1953).
En 1903, il fonde à Rodez un musée des Beaux-Arts. Le bâtiment, inauguré en 1910, est conçu en concertation avec l'architecte Boyer, pour y conserver la donation de son œuvre. 
Denys Puech est l'auteur de la statue de La Musique sur la nouvelle façade de l'Opéra-Comique à Paris. En tout, 573 œuvres sont recensées. Plusieurs dessins et maquettes de ses œuvres ont figuré dans la vente aux enchères publiques de son atelier, compris dans la succession Lestel-Puech à Rodez en 1991.
De ses trois frères, Louis Puech sera avocat, député de la Seine (1898-1932), ministre des Travaux publics, Germain sera médecin et Henri reprendra l'exploitation agricole familiale.

## Récompenses
- Prix de Rome en 1884.

## Distinctions
Denys Puech est nommé chevalier de l'ordre national de la Légion d'honneur par décret du 5 janvier 1892, promu officier, du même ordre, par décret du 17 juin 1898 et promu commandeur, toujours du même ordre, le 17 janvier 1908.

## Œuvres dans les collections publiques
France
- Cannes, monument à Édouard VII, en 1911 le grand-duc Michel Alexandrovitch de Russie (1878 - 1918) constitue un comité pour l'érection d’un monument en l'honneur d'Édouard VII (1841 - 1910). Il fut réalisé en marbre blanc par le sculpteur Denys Puech et inauguré le 13 avril 1912. Il était situé dans les Jardins de la Croisette, près de l'ancien casino. Cette statue représentant Edouard VII en pied, reposait sur un haut piédestal orné de guirlandes dont la base était entourée d’une jardinière taillée dans le marbre. Un nu féminin en bronze symbolisant la ville de Cannes assis au pied du piédestal et lui jetant des fleurs[14]. Le monument en hommage au père de l'Entente Cordiale franco-britannique en 1904, a été détruit dans la nuit du 1er novembre 1941 par des groupements antinationaux. Après la Libération, le parquet intenta des poursuites contre ces personnes qui avaient été identifiées. La ville de Cannes décida d'obtenir la réparation des préjudices[15].
- Carcassonne, musée des Beaux-Arts : Buste d'Eugène Poubelle, 1897.
- Espalion, église Saint-Jean-Baptiste : Décollation de saint Hilarian, haut-relief en bronze.Graziella, 1892, plâtre, 32 x 28 x 18 cm. Nemours, Château-Musée, 1904.27.1

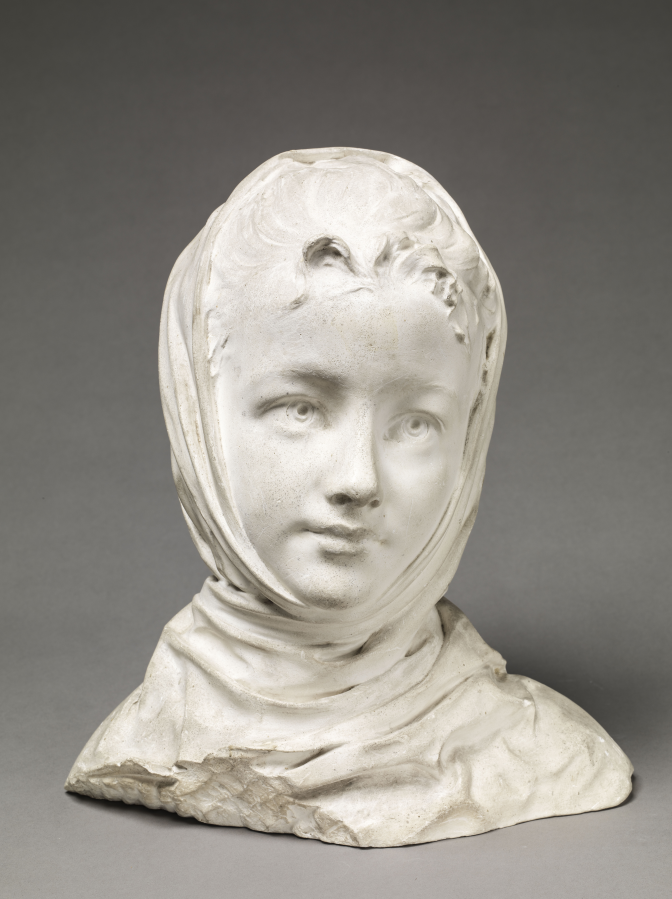
Graziella, 1892, plâtre, 32 x 28 x 18 cm. Nemours, Château-Musée, 1904.27.1

- Fontaine-Chaalis, abbaye de Chaalis, chapelle : Gisant de Nélie Jacquemart-André, 1925, commande de l'Institut de France.
- Marseille, parc Chanot, hall du pavillon de Marseille et de la Provence : Jules Charles-Roux, 1907, buste en marbre.
- Montbazon, château d'Artigny : Tympan du fronton de l'avant-corps central, édifié de 1919 à 1928 pour le parfumeur français François Coty (1874-1934).
- Mortagne-au-Perche, jardin de l'hôtel de ville : Monument à Jules Chaplain, 1914[16].
- Nemours, château-musée : Jeune Vestale ou Graziella, 1892, plâtre, 32 × 28 cm[17],[18].
- Niort, hôtel de préfecture des Deux-Sèvres : La Sèvre niortaise et La Sèvre nantaise, 1895-1896, encadrant le visage de Marianne.
- Noyon, musée du Noyonnais : Portrait en buste de Virginie-Hélène Porgès, 1922, terre cuite.
- Paris :
  - cimetière du Père-Lachaise : Monument des travailleurs municipaux, 1899.
  - Comédie-Française, galerie du Théâtre-Français : Pierre Corneille ; Molière ; Jean Racine et Victor Hugo, portraits en médaillon en marbre.
  - hôpital Tarnier : Monument au professeur Tarnier, 1905.
  - jardin du Luxembourg : Monument à Sainte-Beuve, 1898.
  - musée d'Orsay :
    - La Muse d'André Chénier, 1888, statue en marbre[19] ;
    - Sirène, 1889, marbre[20] ;
    - L'Aurore, 1900, statue en marbre[21].

  - Petit Palais : La Pensée, 1902, statue en marbre polychrome.
  - place Camille-Jullian : Monument à Francis Garnier, 1898[22].
  - place du Guatemala : Monument à Jules Simon, 1903, marbre[23].
  - place Saint-Georges : Monument à Gavarni, 1911, pierre et bronze.
  - place Victor-Hugo : Monument à Victor Hugo, 1902, achevé à titre posthume par André-Joseph Allar et Louis-Ernest Barrias, partiellement envoyé à la fonte sous le régime de Vichy. Les vestiges en bronze ont été transférés à Veules-les-Roses en 1972 ou 1973[24].
- Quimper, musée des Beaux-Arts : La Nuit, 1903, marbre.
- Reims Place Aristide-Briand, Monument en hommage aux infirmières du monde.
- Rodez :
  - musée des Beaux-Arts Denys-Puech :
    - fonds d'atelier de l'artiste ;
    - Nymphe de la Seine, 1894, haut-relief en marbre.

  - jardin du Foirail : Monument de La Victoire, 1925, initialement place d'Armes, inauguré en présence d'Émile Borel, ministre de la Marine[25],[26].
  - place Foch : La Naïade de Vors, 1882, fontaine.
- Veules-les-Roses, place Mélingue : vestiges du Monument à Victor Hugo, fragments en bronze du monument préalablement érigé en 1902 place Victor-Hugo à Paris[24].
- Villefranche-de-Rouergue : Monument à Charles de Pomairols, 1930[27].

Italie
- Rome, musée Boncompagni Ludovisi des Arts Décoratifs : L’Enfant au poisson, bronze, environ 40 × 60 × 30 cm, dépôt de la galerie nationale d'Art moderne et contemporain.

Œuvres de Denys Puech
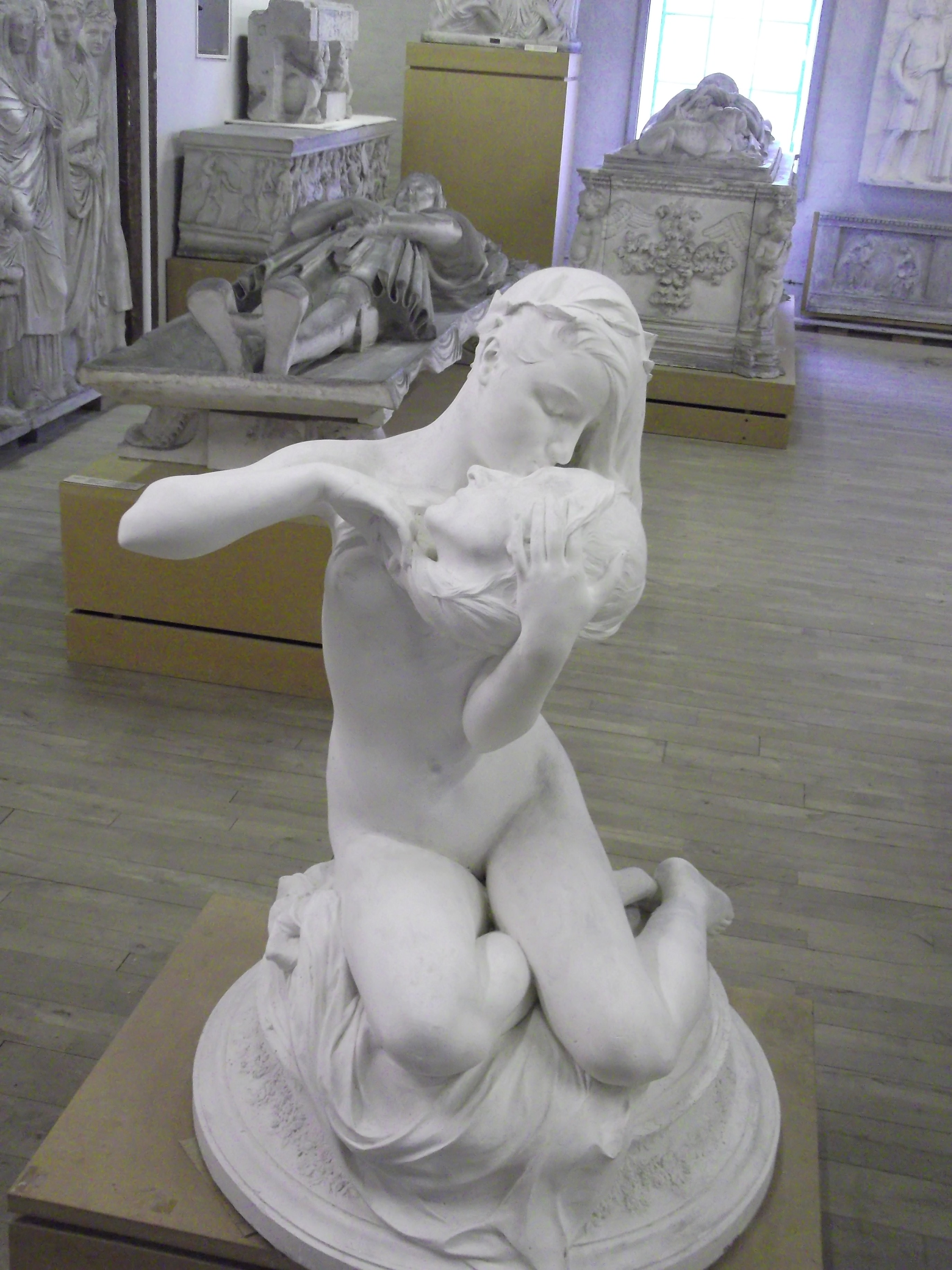
La Muse d'André Chénier (1887), Copenhague, Statens Museum for Kunst.
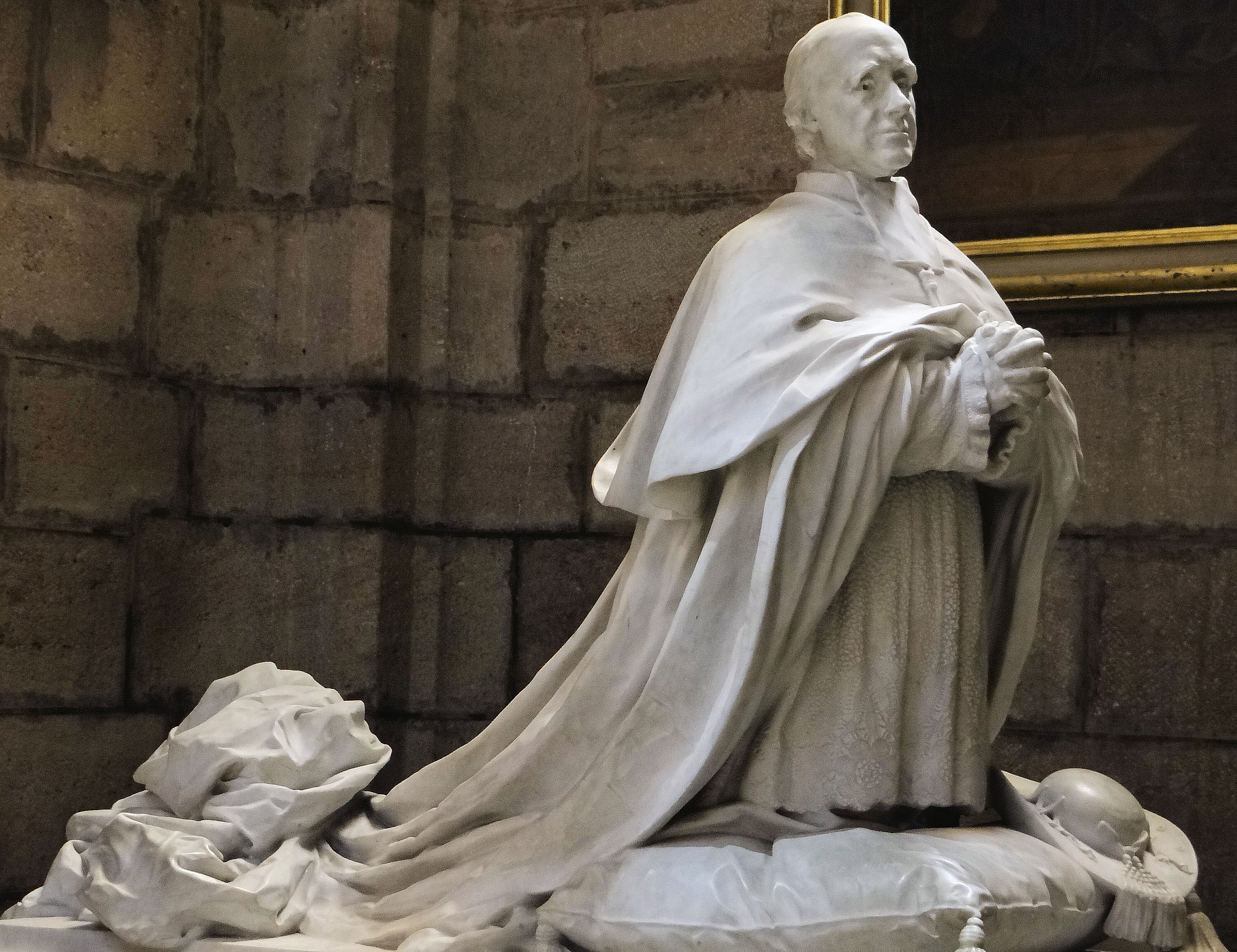
Tombeau du cardinal Joseph Bourret (1896), cathédrale Notre-Dame de Rodez.
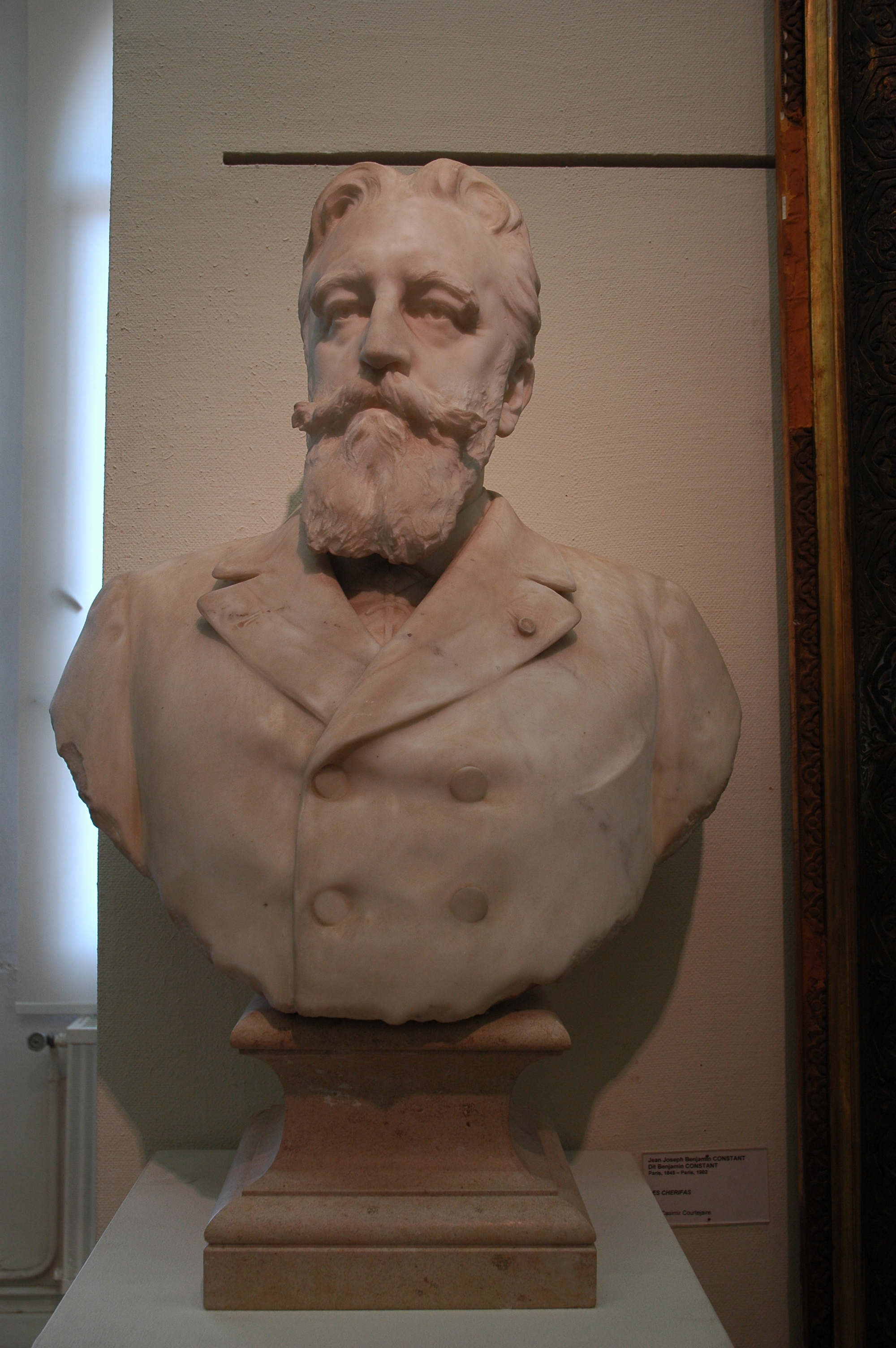
Buste d'Eugène Poubelle (1897), musée des Beaux-Arts de Carcassonne.
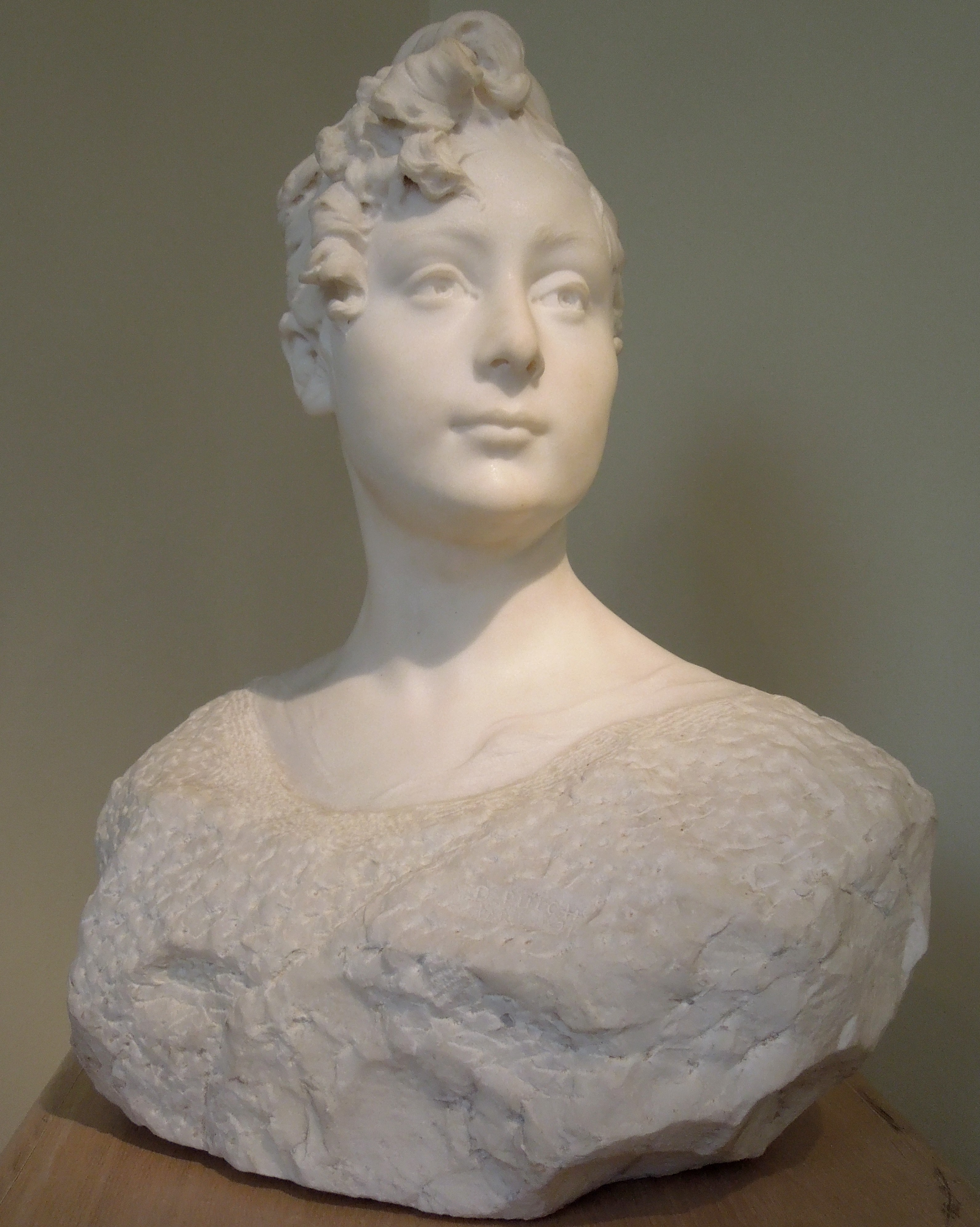
Madame Cauvin ou Citoyenne Sorgue (1897), Rodez, musée des Beaux-Arts Denys-Puech.
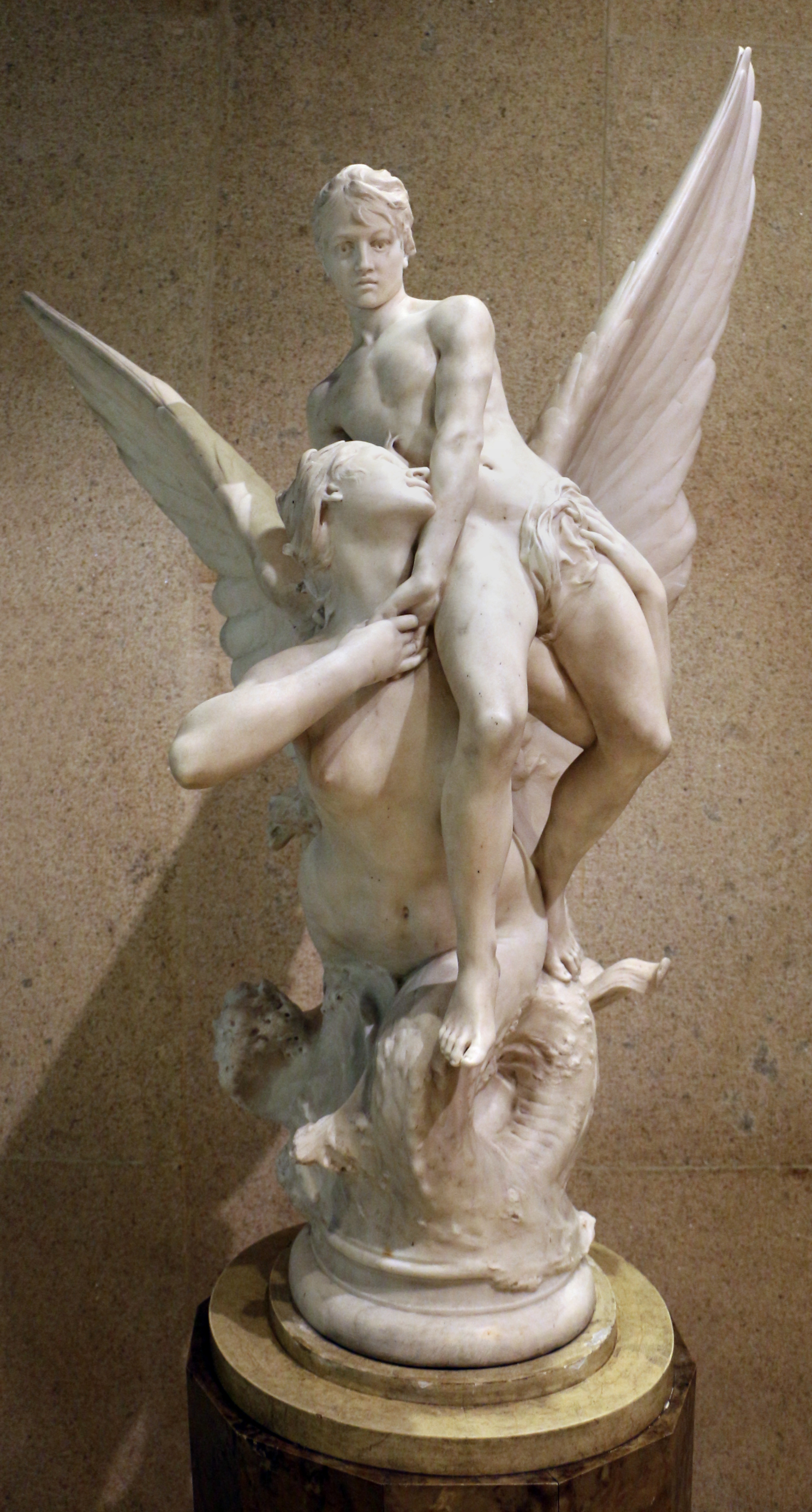
Sirène enlevant un adolescent (1899), Lisbonne, musée Calouste-Gulbenkian.
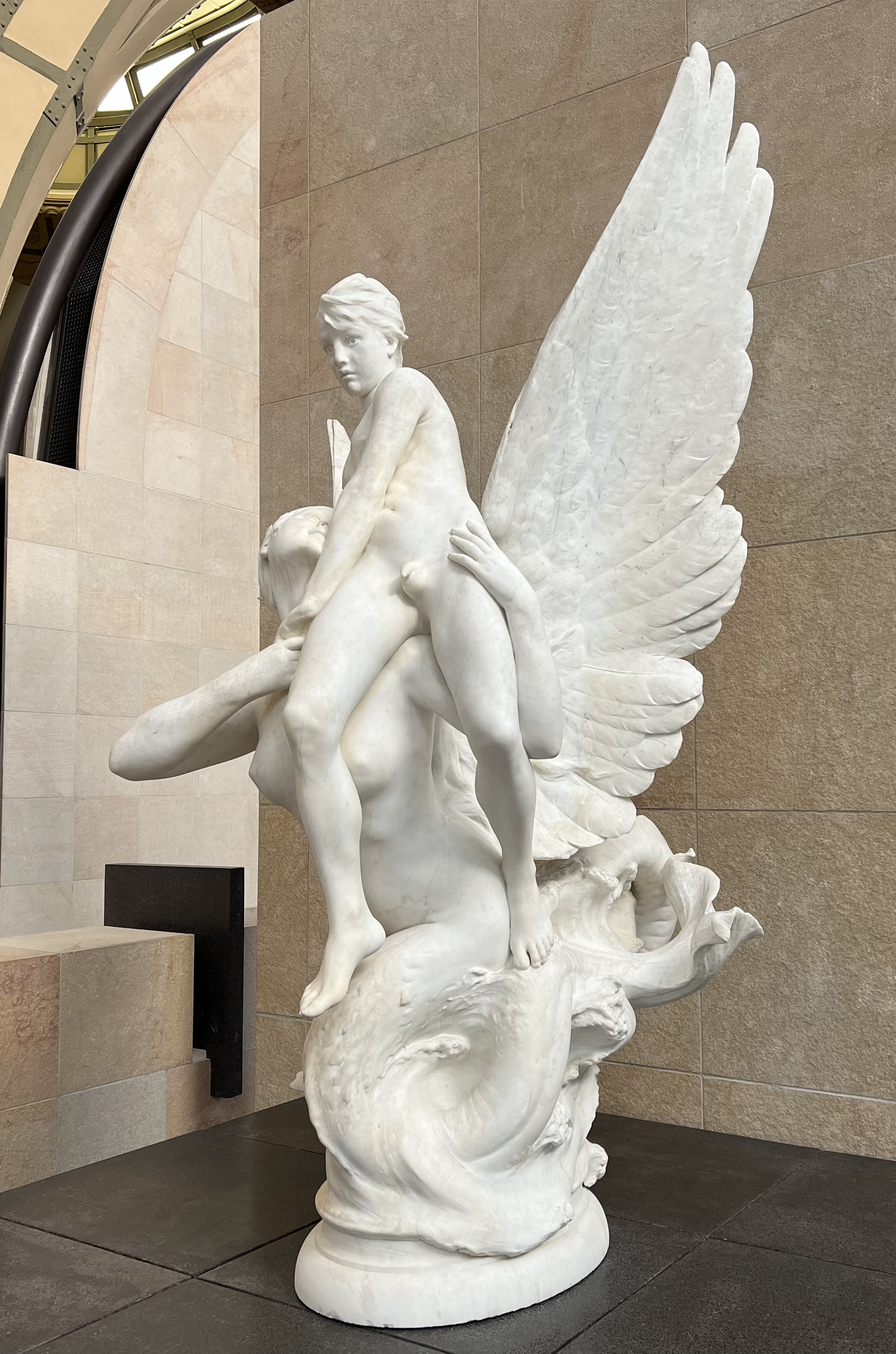
Sirène (1889), Paris, musée d’Orsay.
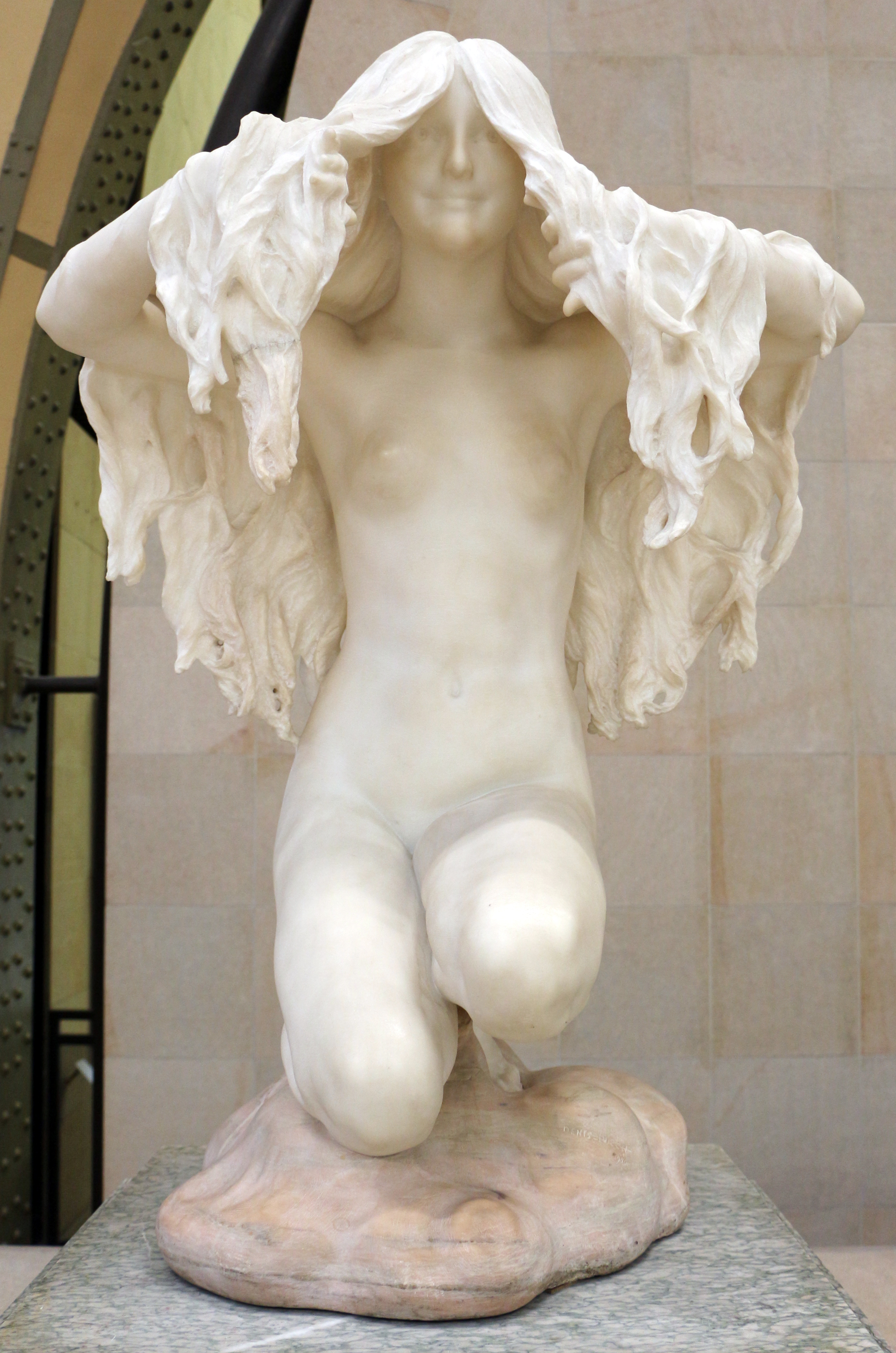
L'Aurore (1900), Paris, musée d'Orsay.
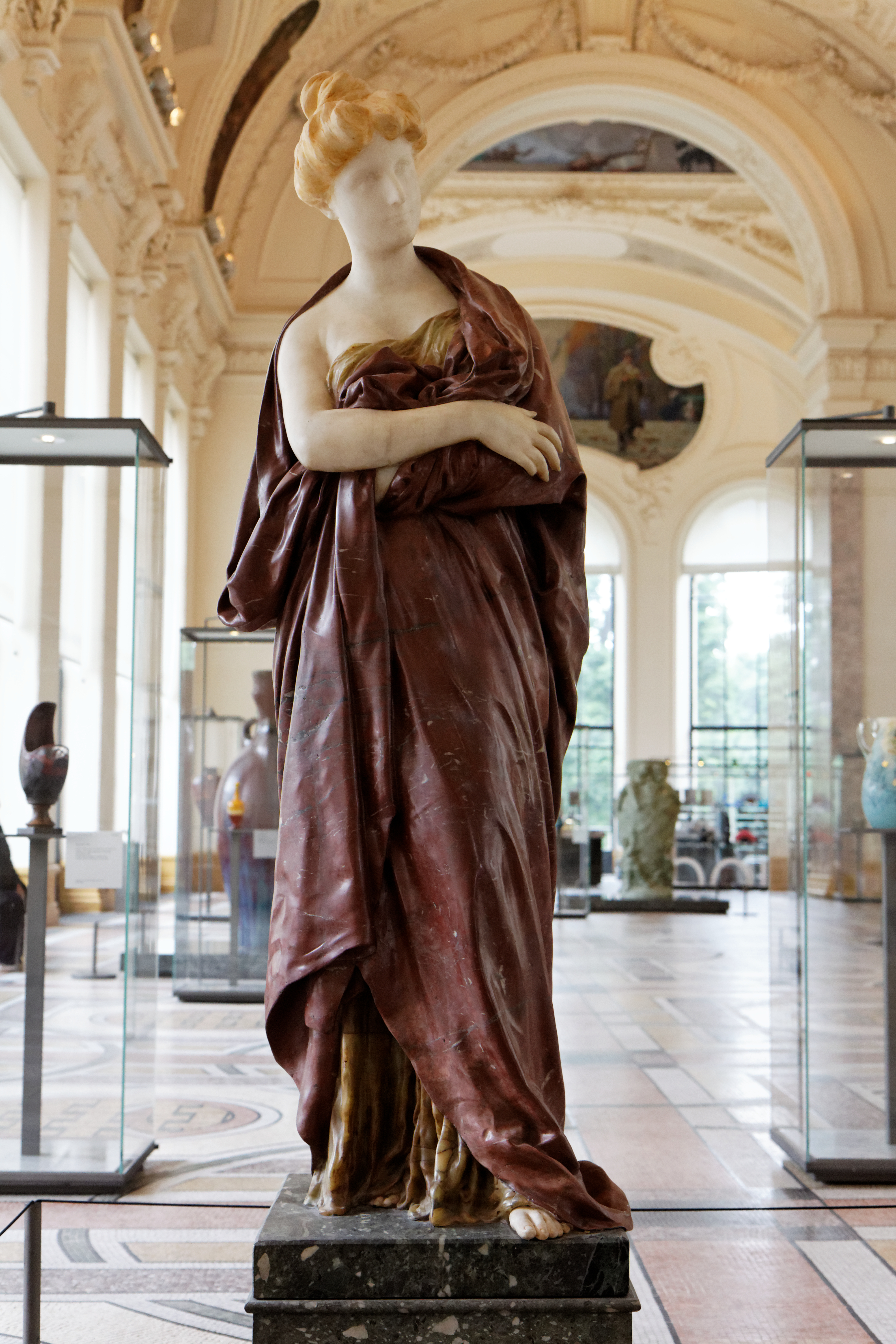
La Pensée (1902), Paris, Petit Palais.
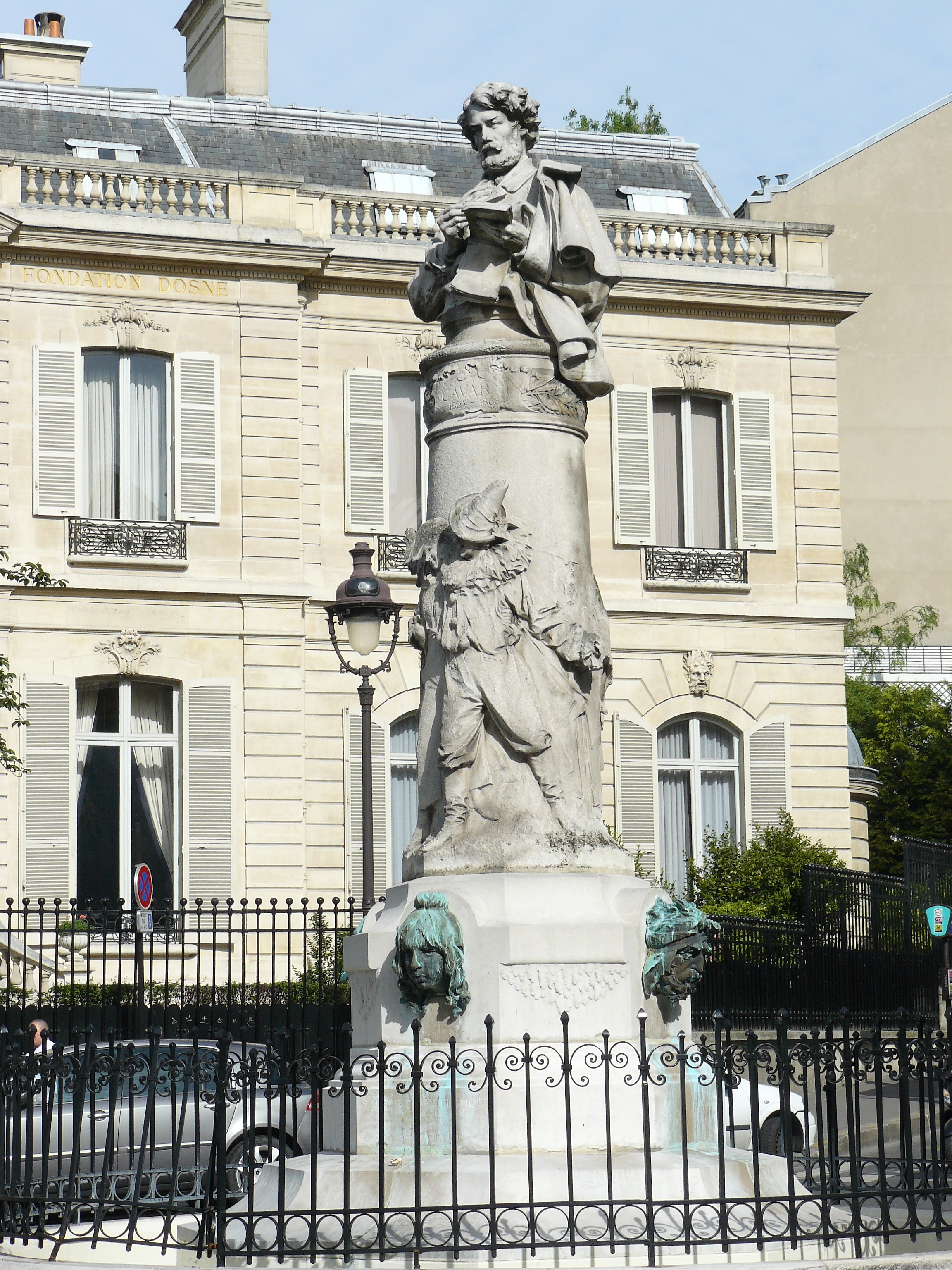
Monument à Gavarni (1911), Paris, place Saint-Georges.
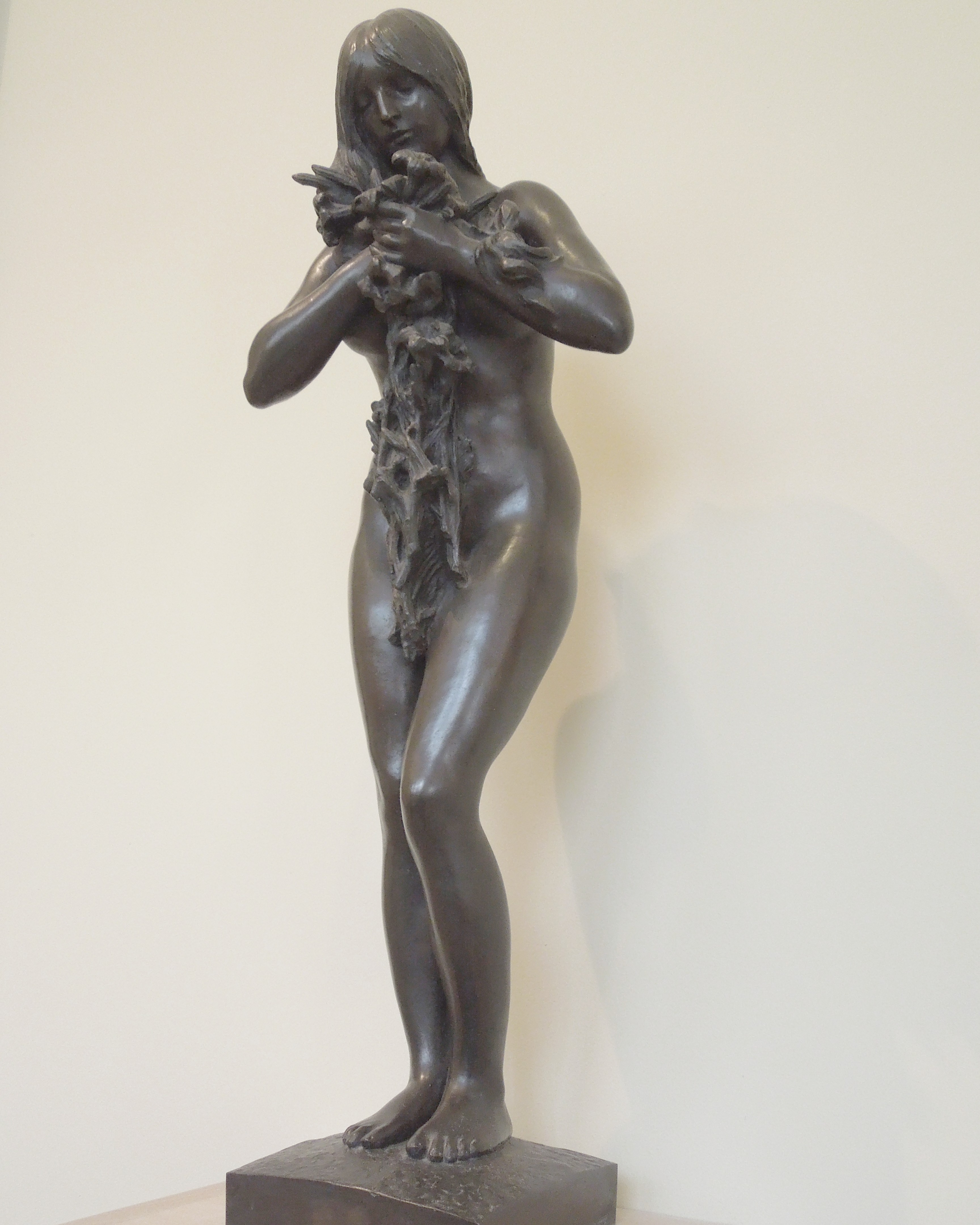
Baigneuse nouant ses cheveux (1929), Rodez, musée des Beaux-Arts Denys-Puech.

## Élèves notables
- François Bazin.
- Rudolf Bosselt, sculpteur allemand.
- Robert Delandre.
- Richard Engelmann (sculpteur) (de).
- Else Fürst.
- Herbert Hampton (en), sculpteur britannique.
- Jeanne Jozon.
- Arthur Lewin-Funcke, sculpteur allemand.
- Miklós Ligeti.
- Charlotte Monginot.
- Jane Poupelet.
- Frank Mowbray Taubman[28].

- Emery Blin.